# Estat civil
L'estat civil és la situació de les persones físiques determinada per les seves relacions de família, provinents del matrimoni o del parentiu, que estableix certs drets i deures.
Generalment els Estats duen un registre públic amb les dades personals bàsics dels ciutadans, entre els quals s'inclou l'estat civil. A aquest registre se li denomina Registre Civil.
Encara que les distincions de l'estat civil d'una persona poden ser variables d'un Estat a un altre, l'enumeració d'estats civils més habitual és la següent: 
- Solter/a
- Casat/da
- Divorciat/da
- Vidu/a

Determinats ordenaments jurídics poden fer distincions d'estat civil diferents. Per exemple, determinades cultures no reconeixen el dret al divorci, mentre que unes altres consideren fins i tot formes intermèdies de finalització del matrimoni (com la separació matrimonial).
De la mateixa manera, en determinats països es regulen diferents formes de matrimoni, tals com el matrimoni homosexual o la poligàmia, el que duu a diferents matisos de l'estat civil.